# Rod Morgenstein
Rod Morgenstein (Nueva York, 19 de abril de 1953) es un baterista y profesor de música estadounidense, más conocido por su trabajo a fines de los años 1980 con la banda de heavy metal Winger y con la banda de jazz fusión Dixie Dregs.
Ha colaborado con artistas como Fiona, Platypus, The Steve Morse Band y The Jelly Jam. También ha realizado trabajos de sesión con Jordan Rudess incluyendo la incursión Rudess/Morgenstein Project. En la actualidad es profesor de percusión en el Berklee College of Music en Boston, Massachusetts. Morgenstein sigue haciendo giras con la banda Winger en Europa y en Estados Unidos.